# Археолошка колекција међународног аеродрома Атина
Археолошка колекција међународног аеродрома Атина (грч. Αρχαιολογική Συλλογή του Διεθνούς Αερολιμένα Αθηνών) је музеј на атинском међународном аеродрому у Спати, Атика.
Колекција је отворена 2003. године и садржи многе античке артефакте који су откривени током градње аеродрома на месту некадашње плодне агрокултурне области у античким временима.
Музеј су отворили грчки министар културе Евангелос Венизелос и министар саобраћаја Христос Варелис и у то време је имао 172 предмета, посебно амфоре, алате, гравуре и барељеф скулптура од неолитског до касно-византијског периода.